# روميرو رودريغوس
روميرو رودريغوس (بالبرتغالية: Romero Rodrigues‏) هو شخصية أعمال برازيلي، ولد في 1 أكتوبر 1977 في ساو باولو في البرازيل.